# النوع 4 هو-رو
النوع 4 هو-رو ( باليابانية : タイプ4ホロ ) هو هاوتزر ذاتي الحركة ياباني صمم خلال الحرب العالمية الثانية ليصدر إلى الجيش الياباني الامبراطوري لمواكبة التطور في هذا المجال .

## تاريخ الصناعة و التطوير
كان اليابانيون خلال الحرب العالمية الثانية مواكبين لجميع ما يطرأ على قتال المدرعات , خلال رحلاتهم الأولى إلى منشوريا و الصين تجاهلوا الحاجة إلى مدرعات ثقيلة التدريع و عوضوها بالدبابات الخفيفة أو التانكات , و تم دعم هذا النهج القائم على قلة التدريع من الصناعة اليابانية التي كانت في أيامها الأولى من التطوير و الصناعة و تفتقر قدرات الإنتاج الكبير و الضخم , لهذا السبب كان الجيش الياباني يهمل هذه الصناعة التطويرية و التي لم يتم صناعة إلا القليل منها .

## النوع 4 هورو
التصميم للنوع 4 هورو الذي دمج بين الهاوتزر نوع 38 150 مم و بين دبابة متوسطة نوع 97 .
حيث تم تركيب الهاوتزر على الدبابة حيث توفر الدروع حماية من كل الجوانب إلا من الأعلى و من الخلف حيث الجو مفتوح , الدرع الجانبي لهذه المركبة لم يساوِ شيئاً , الهاوتزر المؤرخ من 1905 و الذي أخذ من التصميم كروب الألماني , التصميم الياباني يطلق طلقة وزنها 35.9 كغ ( 79.15 باوند ) إلى مدى 5900 م ( 6452 ياردة ) , لكن أغلب هذه الأسلحة كانت قديمة و تم سحبها من الخدمة سنة 1942 بسبب أن لها معدل بطئ من النيران بسبب المؤخرة الالية و لكنها بشكل عام كانت جيدة كمدفعية ذاتية الحركة .
الهيكل المستخدم في النوع 4 هورو هو هيكل الدبابة النوع 97 تشي-ها و هي دبابة متوسطة Medium Tank مؤرخة سنة 1937 التي كانت دبابة متحركة بشكل جيد لكن ضعيفة التدريع بالنسبة للعصر الذي تخدم به 25 مم ( 1 إنش ) , اضطر اليابانيون إلى تحويل هذه الدبابة إلى هذه المدفعية ذاتية الحركة لانهم يفتقرون القدرة على الإنتاج المدرع المطور .
اليابانيون أيضا افتقروا إلى القدرة على صنع النوع 4 هورو بصفاتها المذكورة بأعداد كبيرة حتى أنهم صنعوا نسخة معروفة باسم النوع 2 ذات مدفع هاوتزر 75 مم و أيضا تم صنع عدد قليل منها

## التنظيم
يبدو أنه لم بتم وضع النوع 4 هورو في مجموعات كبيرة , فتم وضعها في مجموعات من 4 قطع فقط , و لم توجد معلومات أكبر توضح هذا الجانب من الأمر و أكثر هذه المركبات تم إما السيطرة عليها أو تدميرها , و استخدمت في الدفاع عن الجزر اليابانية أو في البر الياباني و قليل منها تم القبض عليها .

## الخصائص
النوع 4 هو-رو
- النوع : مدفعية ذاتية الحركة
- الطاقم : 4 أو 5
- الوزن : لم يسجل لكن حوالي 13600 كغ ( 29982 باوند )
- المحرك : واحد ميتسوبيشي ديزل في-12 ( V-12 ) يقدم 170 حصان
- قياسات : الطول 5.537 م العرض 2.286 م الارتفاع إلى أعلى الدرع 1.5449 م
- الأداء : 38 كم / سا
- التسليح : مدفع هاوتزر 150 مم ( 5.9 إنش )